# Cave Spring (Oklahoma)
Cave Spring es un lugar designado por el censo ubicado en el condado de Adair en el estado estadounidense de Oklahoma. En el Censo de 2020 tenía una población de 74 habitantes y una densidad poblacional de 5,85 habitantes por km². Fue incluido como CDP en el censo de 2020.

## Geografía
Cave Spring se encuentra ubicado en las coordenadas 35°43′45″N 94°45′27″O / 35.72917, -94.75750. Según la Oficina del Censo de los Estados Unidos,  tiene una superficie total de 12,66 km², de la cual 29,19 km² corresponden a tierra firme y 0,09 km² a agua.